# 普吕尼亚讷
普吕尼亚讷（法語：Prugnanes，法語發音：[pʁyɲan] ⓘ）是法国东比利牛斯省的一个市镇，位于该省北部，属于佩皮尼昂区。

## 地理
普吕尼亚讷（42°49'28"N, 2°25'59"E）面积13.51 平方千米，位于法国奧克西塔尼大區东比利牛斯省，该省份为法国大陆部分最南部的省份，涵盖了北加泰罗尼亚，北起奥德省，西接阿列日省和安道尔，南与西班牙接壤，东临地中海。
与普吕尼亚讷接壤的市镇（或旧市镇、城区）包括：拉格利河畔康普、锡诺布勒河畔屈比耶尔、圣保罗德弗努耶、科迪耶斯-德弗努耶德。
普吕尼亚讷的时区为UTC+01:00、UTC+02:00（夏令时）。

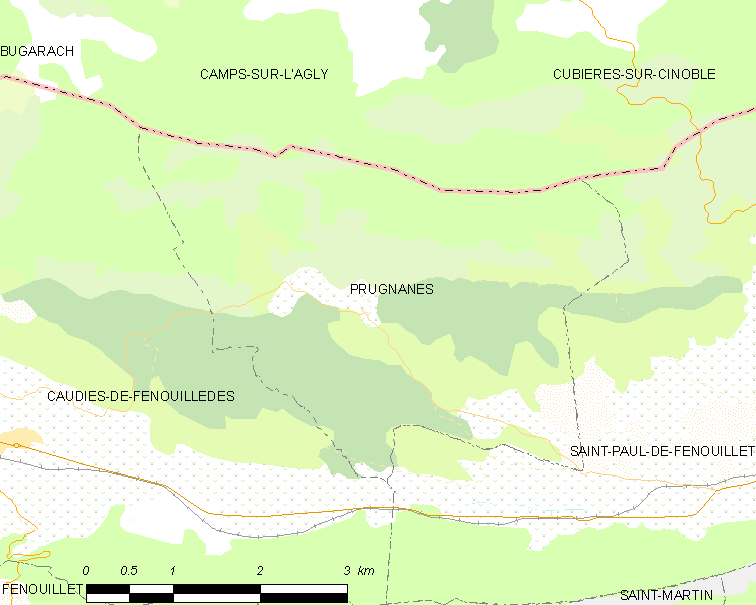
普吕尼亚讷的OSM定位图

## 行政
普吕尼亚讷的邮政编码为66220，INSEE市镇编码为66152。

## 政治
普吕尼亚讷所属的省级选区为阿格利河谷县。

## 人口

1962-2008年间普吕尼亚讷人口变化图示

普吕尼亚讷于2022年1月1日时的人口数量为97人。